# Luigi de' Rossi
Luigi de' Rossi  (1474-1519) foi um cardeal católico romano italiano.
Luigi de 'Rossi nasceu em Florença, em 6  de agosto de 1474, filho de  Leonetto de' Rossi e Maria de' Medici, membro da Casa de Médici.  Foi primo de Giovanni de 'Medici, o futuro o Papa Leão X, por parte de sua mãe.  Ele e seu primo foram educados juntos. 
No início de sua carreira se tornou protonotário apostólico. 
O Papa Leão X fez dele um cardeal-presbítero no consistório de 1 de julho de 1517.  Recebeu o chapéu vermelho e o titulus de São Clemente em 6 de julho de 1517. 
Faleceu em Roma em 20 de agosto de 1519  Sendo inicialmente sepultado na Basílica de São Pedro; seus restos mortais foram posteriormente transferidos para Santa Felicita, Florença .